# Edelschimmel

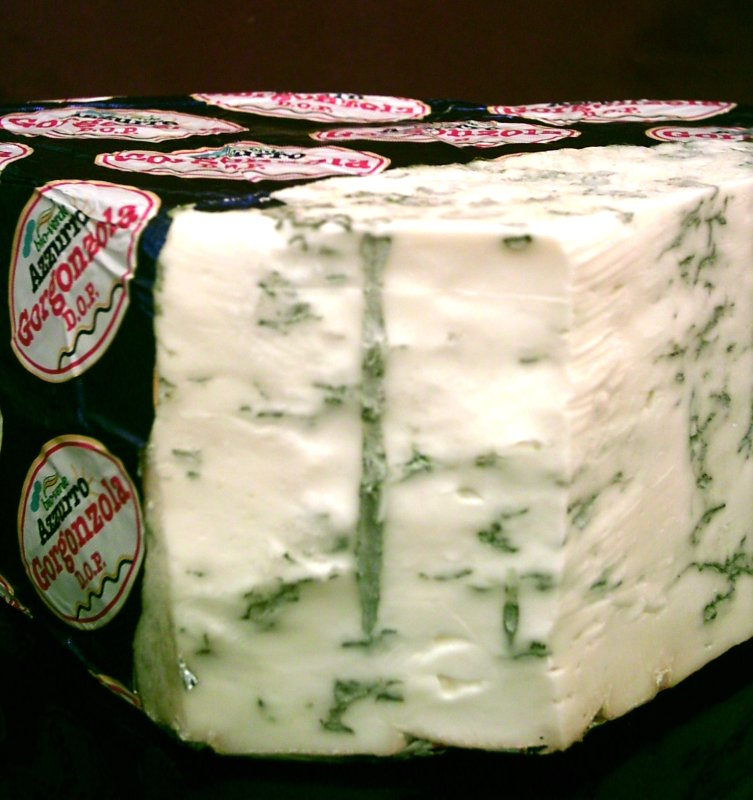
Edelschimmel an einem Stück Gorgonzola

Als Edelschimmel werden einzelne Schimmelpilz-Arten bezeichnet, die ein Nahrungsmittel für den Menschen nicht ungenießbar machen, sondern es aufwerten. Edelschimmel ist zu unterscheiden von Hefepilzen zur Gärung bei der Herstellung von Bier, Hefeteigprodukten oder Wein.
Von den 130.000 Pilzarten sind nur wenige milchwirtschaftlich nutzbar und somit für die Herstellung von Käse  als Reifungsorganismen geeignet. Von schädlichen Kulturen unterscheidet diese milchwirtschaftlich genutzten Pilzarten die Tatsache, dass sie dem Käse lediglich ihre spezifischen Aromen verleihen, jedoch für den menschlichen Organismus harmlos sind. Sie zählen daher zu den Edelpilzen und werden als besonders wertvoll eingestuft. Um die Bildung von Schimmel zu fördern, werden bestimmte Käsearten während des Reifeprozesses mit breiten Nadeln pikiert, also gestochen, damit durch die entstandenen Nadelkanäle Sauerstoff in den Käse dringen kann, was die Schimmelbildung fördert und beschleunigt.
Bei der Herstellung von Schimmelkäse werden Kulturen von Schimmelpilzen verwendet, etwa für die Blauschimmelkäsesorte Roquefort der Penicillium roqueforti und für Camembert und Brie der Penicillium camemberti oder der Penicillium candidum.
Weiterhin spielen Pilzkulturen in der Weinbereitung eine Rolle, siehe auch Edelfäule.
Bei der Wurstherstellung werden ebenso Edelschimmelkulturen verwendet, so sind es bei der ungarischen Salami sogar zwei unterschiedliche Schimmelpilzvarianten: zunächst ein blaugrüner Schimmel, der mit zunehmender Reife der Wurst von einem weißen Schimmel abgelöst wird. Dieser verleiht der Salamihaut ihre charakteristische weißliche Färbung.
Bei der Culatello-Herstellung sorgt ein Edelschimmel für den Geschmack des Schinkens.
Auch bei der Herstellung von Sojasauce kommen Edelschimmel-Kulturen wie beispielsweise Aspergillus oryzae zum Einsatz.